# Villa d'Adda

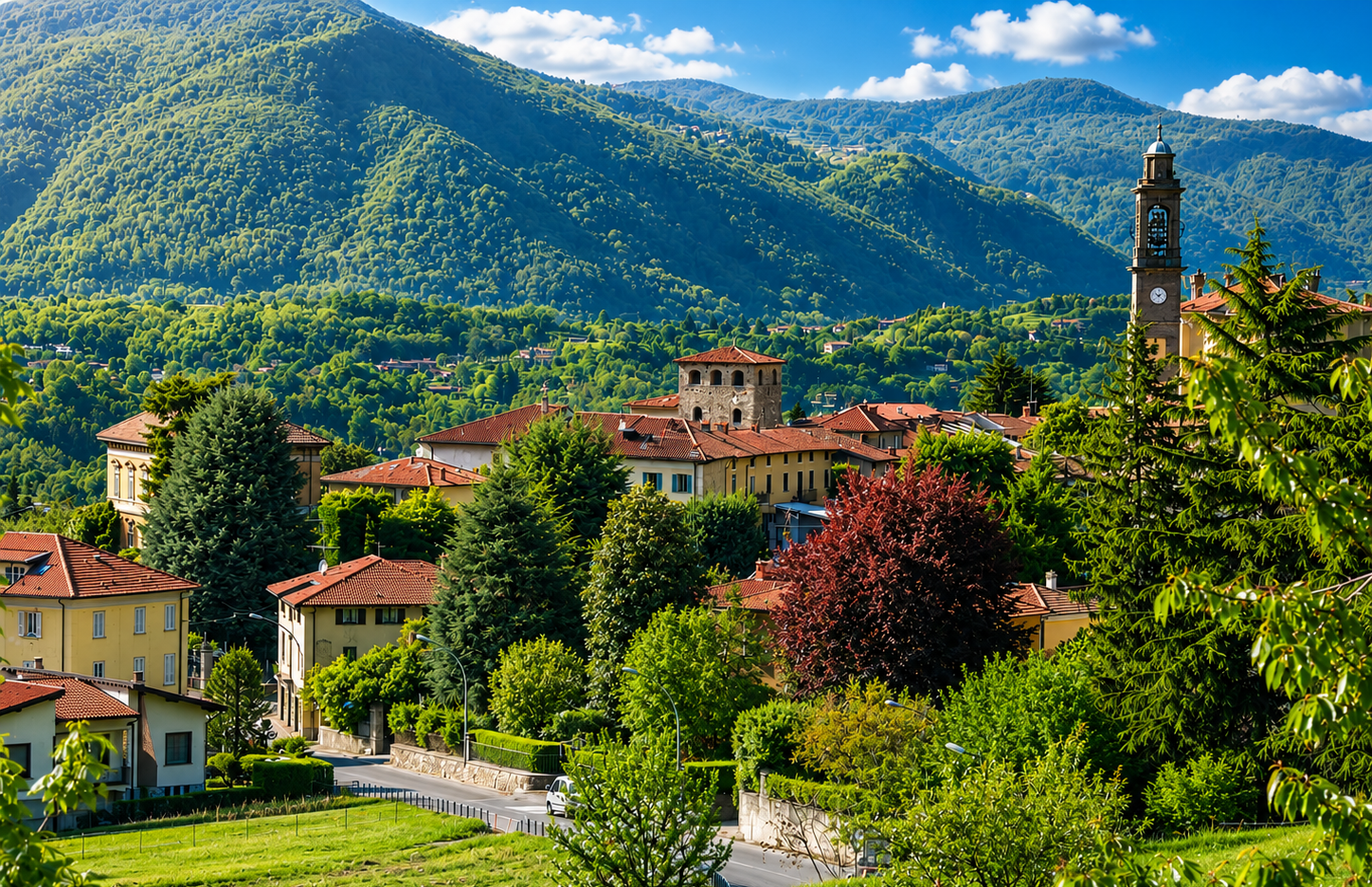
Villa d'Adda

Villa d'Adda este un oraș în Italia, în provincia Bergamo, la aproximativ 35 km est de Milano cu o populație de 4.757 de locuitori.

## Demografie
Villa d'Adda - evoluția demografică

|  | Graficele sunt indisponibile din cauza unor probleme tehnice. Mai multe informații se găsesc la Phabricator și la wiki-ul MediaWiki. |

Date: Recensăminte sau birourile de statistică - grafică realizată de Wikipedia

1. ↑  Superficie di Comuni Province e Regioni italiane al 9 ottobre 2011 (în italiană), Istituto Nazionale di Statistica, accesat în 16 martie 2019